# Маджистрис, Лукреция
Лукреция Маджистрис (итал. Lucrezia Magistris; род. 21 апреля 1999, Павия, Ломбардия) — итальянская тяжелоатлетка, выступающая в категории до 59 кг. Призёр чемпионата Европы 2022 года.

## Карьера
В 2018 году на юниорском чемпионате Европы в категории до 53 кг заняла 3-е место. Через год на аналогичном турнире в Бухаресте повторила этот результат. На взрослом уровне приняла участие в чемпионате мира в Ашгабаде, где в категории до 55 кг стала 22-й с результатом 185 кг по сумме двух упражнений.
В 2019 году на Чемпионате мира в Таиланде, итальянская тяжёлоатлетка в весовой категории до 55 кг, с результатом 185 килограммов стала 20-й.
На чемпионате Европы 2022 года в Тиране завоевала серебряную медаль в категории до 59 килограммов. Её результат по сумме двух упражнений 212 килограммов. В упражнении «рывок» с весом 98 кг завоевала малую золотую медаль, в другом упражнении «толчок» стала третьей (114 кг).
В декабре 2024 года в Манаме, на чемпионате мира, Лукреция выступила в весовой категории до 59 кг, где смогла завоевать малую бронзовую медаль в рывке с результатом 99 кг. По сумме двух упражнений она была только восьмой.

## Достижения
Чемпионат Европы
| Результат | Вес      | Год  | Место соревнований | Рывок | Толчок | Общий вес |
| Золото    | до 59 кг | 2022 | Тирана, Албания    | 98,0  | 114,0  | 212,0     |